# Gert von Paczensky
Gert Franz-Joseph von Paczensky und Tenczin, né le 21 août 1925 à Hausneindorf (quartier de Selke-Aue) et mort le 1er août 2014 à Cologne, est un journaliste, écrivain et critique gastronomique allemand.

## Biographie
Après ses études secondaires il est déclaré bon pour être incorporé et servit dans l'armée de l'air de 1942 à 1945. En 1946, il commence sa carrière de journaliste en tant que reporter à la Deutsche Nachrichtenagentur (de) (Dana) à Stuttgart ; par la suite il devient rédacteur au siège social de Dana à Bad Nauheim avant de diriger le service de Dana à Berlin. À partir de 1947, il travaille pour Die Welt (correspondant à Londres de 1949 à 1952, puis à Paris jusqu'en 1957, et il dirige ensuite le département de « politique étrangère »). À partir de 1960, il travaille pour la NDR, où il crée en 1961 avec Rüdiger Proske (de) le magazine télévisé Panorama. Son contrat avec cette chaine n'est pas renouvelé en 1963 en raison de nombreux reportages critiques contre le gouvernement dans ce programme (par exemple sur Franz Josef Strauss dans l'affaire Fibag et l'affaire du Spiegel).
Il est rédacteur en chef adjoint de Stern en 1963/1964. À la fin de 1965, il fonde avec Bernt Engelmann à Hambourg une maison d'édition qui publie au début de 1966 le magazine Deutsches Panorama (de) (qui cesse de paraitre en 1967 en raison de problèmes financiers). Pendant une courte période 1969/1970, puis de nouveau depuis 1973 il est rédacteur en chef à Radio Bremen, où il travaille également comme co-animateur dans le Talkshow 3 nach 9. De mars 1972 à aout 1973, il est chef de service de Grundsatzfragen, Inneres und Justiz du Bureau fédéral de la presse, où Conrad Ahlers l’a nommé à titre provisoire. Au congrès de l'Association des écrivains allemands à Sarrebruck, il est élu au comité de direction fédéral, où il siège de 1984 à 1987.
À partir de 1950, il traite des problèmes du « Tiers Monde » dans des articles, des émissions de radio, des téléfilms et des livres et, en particulier dans les années 1970, il écrit plusieurs livres qui critiquent le colonialisme et l'exploitation sociale. En 1994, pour avoir été qualifié d’antisémite de gauche par le journaliste Henryk M. Broder (de), il lui intente devant l’Oberlandesgericht de Hambourg un procès qu’il gagne.
Il écrit également des critiques de restaurants qui ont du succès et de l’influence. Pour le magazine essen & trinken (de), il publie pendant plusieurs décennies des articles sur la gastronomie allemande et la gastronomie française et œuvre pour améliorer la gastronomie en Allemagne. Dans ce domaine, il « élève la critique des restaurants au rang des beaux-arts ». Ses livres sur le cognac et le champagne sont devenus des ouvrages de référence de niveau international. Depuis 1985, il est citoyen d'honneur de la ville de Cognac. Il était aussi  membre du Centre PEN Allemagne (de).

## Vie privée
De 1947 à 1969, il est l’époux de la journaliste Susanne von Paczensky (de). Le couple a deux enfants. Leur fille Carola von Paczensky (de) est juriste. Elle a été conseillère d'État (de) à Hambourg de 2008 à 2010. Après 1975, il est marié à l'écrivaine Anna Dünnebier (de), avec qui il vit à Cologne après 1989. C’est là qu’il meurt peu avant son 89e anniversaire. Ses cendres reposent dans une urne au cimetière de Melaten depuis le 21 août 2014.

## Œuvres
- 1970 : Die Weißen kommen. Die wahre Geschichte des Kolonialismus, Hoffmann und Campe, Hambourg,  (ISBN 3-455-05900-7) (par la suite chez Hädecke, Weil der Stadt  (ISBN 3-7750-3418-8), nouvelle édition refondue pour Fischer-Taschenbuch no 3418 sous le titre : Weiße Herrschaft. Eine Geschichte des Kolonialismus, Fischer, Francfort-sur-le Main, 1979,  (ISBN 3-596-23418-2)).
- 1971 : Unser Volk am Jordan? Ein Beitrag zur Geschichte des Israel-Konflikts, In: Standpunkte, Hoffmann und Campe, Hambourg 1971,  (ISBN 3-455-05901-5) (édition ultérieure sous le titre : Faustrecht am Jordan? Zur Entwicklung des arabisch-israelischen Konflikts, Erdmann, Tübingen et Bâle 1978,  (ISBN 3-7711-0295-2)).
- 1971 : Lokaltermin Thailand. Was tut die Landwirtschaftsorganisation (FAO) der Vereinten Nationen?, In: Materialien zur Welternährungslage, volume 11, Deutsche Welthungerhilfe, Bonn ((de) « Publications de et sur Gert von Paczensky », dans le catalogue en ligne de la Bibliothèque nationale allemande (DNB).).
- 1972 : Wieviel Geld für die dritte Welt? Entwicklungshilfe kritisch durchgerechnet, In: Problem no 2, Deutsche Welthungerhilfe, Bonn ((de) « Publications de et sur Gert von Paczensky », dans le catalogue en ligne de la Bibliothèque nationale allemande (DNB).).
- 1976 : Feinschmeckers Beschwerdebuch. Brevier wider die Sünden der Gastronomie, In: rororo-Sachbuch rororo 6994, Rowohlt, Reinbek bei Hamburg,  (ISBN 3-499-16991-6).
- 1980 : Über das Fernsehen. Munition gegen das öffentlich-rechtliche Komplott, In: Edition Guido Baumann, Bucher, Lucerne et Francfort sur le Main,  (ISBN 3-88132-199-3).
- 1981 : Aktuelles Bremen-ABC (En collaboration avec Anna Dünnebier), Atelier am Bauernhaus, Fischerhude,  (ISBN 3-88132-199-3).
- 1982 : Das Ölkomplott. Von der Kunst, uns und andere auszunehmen, Kösel, Munich,  (ISBN 3-466-11023-8) (édition en livre de poche comme Fischer-Taschenbuch 4325, Fischer, Frankfurt am Main 1984,  (ISBN 3-596-24325-4)).
- 1984 : Nofretete will nach Hause. Europa – Schatzhaus der « dritten Welt » (En collaboration avec Herbert Ganselmayr), Bertelsmann, Munich,  (ISBN 3-570-03587-5).
- 1984 : Cognac (Photos de Jürgen D. Schmidt, Illustrations de Jean-Pierre Haeberlin), Hädecke, Weil der Stadt,  (ISBN 3-7750-0129-8)
- 1987 : Champagner (Photos de Jürgen D. Schmidt, illustrations de Jean-Pierre Haeberlin), Hädecke, Weil der Stadt,  (ISBN 3-7750-0168-9)
- 1991 : Teurer Segen. Christliche Mission und Kolonialismus. Was im Namen Christi verbrochen wurde, Knaus, München,  (ISBN 3-8135-2255-5) ; Taschenbuchausgabe als Goldmann Taschenbuch 12506, Goldmann, Munich 1994,  (ISBN 3-442-12506-5) ; nouvelle édition sous le titre : Verbrechen im Namen Christi. Mission und Kolonialismus, Orbis, Munich 2000,  (ISBN 3-572-01177-9).
- 1994 : Leere Töpfe, volle Töpfe. Die Kulturgeschichte des Essens und Trinkens (En collaboration avec Anna Dünnebier), Knaus, Munich,  (ISBN 3-8135-2082-X) (édition de poche comme Goldmann-Taschenbuch 72192, Goldmann, Munich 1997,  (ISBN 3-442-72192-X)).
- 1998 : Das bewegte Leben der Alice Schwarzer (En collaboration avec Anna Dünnebier), Kiepenheuer und Witsch, Cologne,  (ISBN 3-462-02735-2).
- 1998 : Wo Frankreich am besten isst. Aquitane, zwischen Pyrenäen und Atlantik, Hädecke, Weil der Stadt,  (ISBN 3-7750-0310-X).
- 1999 : Kulturgeschichte des Essens und Trinkens (En collaboration avec Anna Dünnebier), Orbis, München 1999,  (ISBN 3-572-10047-X).
- 2003 : Journalist mit Appetit. Panorama, Essen & trinken und andere Erinnerungen, autobiographie, Hädecke, Weil der Stadt,  (ISBN 3-7750-0701-6).